# Sergio Marchant
Sergio Armando Marchant Muñoz (Valparaíso, 17 settembre 1961 – Antofagasta, 15 maggio 2020) è stato un calciatore cileno, di ruolo centrocampista.

## Carriera
Con la Nazionale cilena ha partecipato alle Olimpiadi del 1984.